# Victoria Kjær Theilvig

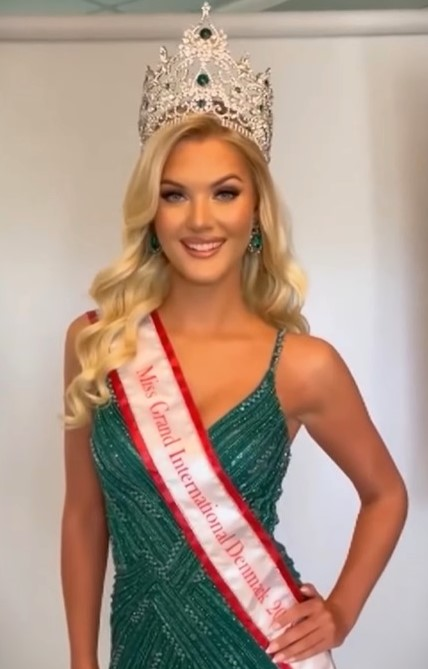
Victoria Kjær Theilvig, 2022

Victoria Kjær Theilvig (* 13. November 2003 in Kopenhagen) ist ein dänisches Model und Schönheitskönigin, die 2024 zur Miss Universe gekrönt wurde.

## Biographie
Theilvig wurde in Kopenhagen geboren. Sie besuchte das Lyngby Handelsgymnasium, wo sie Betriebswirtschaft und Marketing studierte.
Theilvig begann ihre Karriere bei Schönheitswettbewerben im Jahr 2021, als sie am Wettbewerb „Miss Dänemark 2021“ teilnahm und in Kopenhagen gegen 32 andere Kandidatinnen antrat, wo sie den zweiten Platz belegte.
Am 25. Oktober 2022 vertrat sie Dänemark beim Wettbewerb „Miss Grand International 2022“ und trat in Indonesien gegen 68 andere Kandidatinnen an, wo sie unter die Top 20 des Halbfinales kam.
Am 16. November 2024 vertrat sie Dänemark beim Miss Universe-Wettbewerb und trat in Mexiko gegen 125 andere Kandidatinnen an, wo sie den Titel gewann und Sheynnis Palacios aus Nicaragua ablöste. Sie wurde die erste Miss-Universe-Gewinnerin aus Dänemark.